# Florin Caba

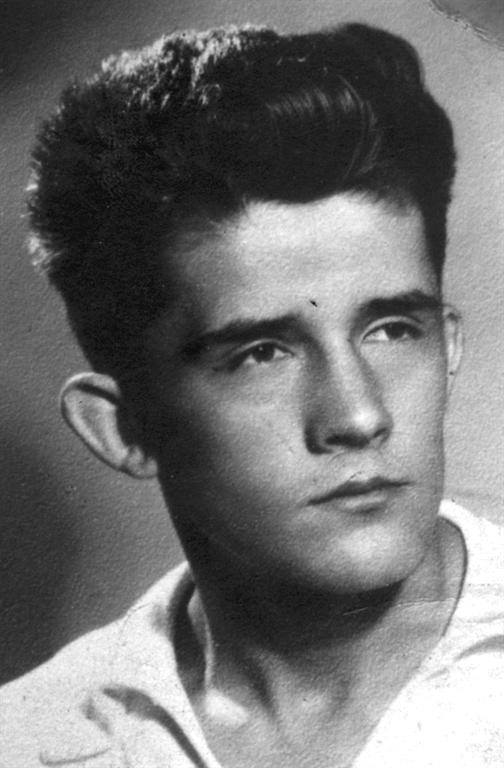
Florian Caba în 1956

Florin Caba (Florian Gaba) (n. 25 noiembrie 1935, Perebecăuți - m. 7 aprilie 2022, Bergisch Gladbach) a fost un opozant al regimului comunist.

## Biografie
Florin Caba s-a născut la 25 noiembrie 1935 în Perebecăuți, Bucovina de Nord (în prezent Perebîkovtsî, lânga Cernăuți, Ucraina). După absolvirea liceului s-a înscris la Facultatea de Drept din cadrul Universității București.  
În perioada când era student în anul II, a participat la mișcările revendicative ale studenților din București în 1956 (vezi Mișcările studențești din București din 1956). A fost, împreună cu Paul Goma, printre organizatorii manifestației care urma să aibă loc în Piața Universității în ziua de 5 noiembrie 1956.  
A fost arestat în noaptea de 4 noiembrie 1956, cu câteva ore înainte de manifestația programată. Ancheta sa a fost condusă de locotenent colonel Constantin Popescu, căpitan Gheorghe Enoiu, locotenent major Iosif Moldovan, locotenent major Vasile Dumitrescu, locotenent major Gheorghe Vasile, locotenent major Constantin Oprea și locotenent Nicolae Urucu.  
A fost judecat în lotul "Mitroi", iar prin sentința Nr. 534 din 19 aprilie 1957 a Tribunalului Militar București a fost condamnat la 3 ani închisoare corecțională (Jilava, Gherla, București,). A fost eliberat, după executarea sentinței, la 3 noiembrie 1959. 
După eliberare și-a terminat studiile universitare, lucrând apoi ca profesor la Școala Generală Nr. 95 din București. 
Din 1979 trăiește în Germania (Köln).
Florian Caba are doi copii: Letitia Caba și Caba Florian Daniel. 